# Zambia az 1988. évi nyári olimpiai játékokon
Zambia a dél-koreai Szöulban megrendezett 1988. évi nyári olimpiai játékok egyik részt vevő nemzete volt. Az országot az olimpián 3 sportágban 29 sportoló képviselte, akik érmet nem szereztek.

## Atlétika
Férfi
| Versenyző                                                    | Versenyszám     | Előfutam | Előfutam | Előfutam | Negyeddöntő | Negyeddöntő | Negyeddöntő | Elődöntő | Elődöntő | Elődöntő | Döntő   | Döntő    |
| Versenyző                                                    | Versenyszám     | Idő      | Hely.    | Össz.    | Idő         | Hely.       | Össz.       | Idő      | Hely.    | Össz.    | Idő     | Helyezés |
| ------------------------------------------------------------ | --------------- | -------- | -------- | -------- | ----------- | ----------- | ----------- | -------- | -------- | -------- | ------- | -------- |
| Douglas Kalembo                                              | 400 m           | 47,44    | 4.       | 44.      | kiesett     | kiesett     | kiesett     | kiesett  | kiesett  | kiesett  | kiesett | kiesett  |
| Jonathan Chipalo                                             | 400 m           | 48,97    | 6.       | 62.      | kiesett     | kiesett     | kiesett     | kiesett  | kiesett  | kiesett  | kiesett | kiesett  |
| Enock Musonda                                                | 400 m           | 49,21    | 7.       | 63.      | kiesett     | kiesett     | kiesett     | kiesett  | kiesett  | kiesett  | kiesett | kiesett  |
| Samuel Matete                                                | 400 m gát       | 51,06    | 6.       | 26.      | kiesett     | kiesett     | kiesett     | kiesett  | kiesett  | kiesett  | kiesett | kiesett  |
| Douglas Kalembo Enock Musonda Jonathan Chipalo Samuel Matete | 4 × 400 m váltó | 3:11,35  | 7.       | 19.      |             |             |             | kiesett  | kiesett  | kiesett  | kiesett | kiesett  |

## Labdarúgás
| Zambiai labdarúgócsapat-játékoskeret | Zambiai labdarúgócsapat-játékoskeret |
| --- | --- |
| - Ashols Melu - Beston Chambeshi - Charles Musonda - Efford Chabala - Derby Makinka - Edmond Mumba - Eston Mulenga - James Chitalu - Johnson Bwalya | - Kalusha Bwalya - Lucky Msiska - Manfred Chabinga - Pearson Mwanza - Richard Mwanza - Samuel Chomba - Stone Nyirenda - Webster Chikabala - Wisdom Chansa |

### Eredmények
Csoportkör
B csoport
| Csapat            | M | Gy | D | V | Rg | Kg | Gk  | P |
| ----------------- | - | -- | - | - | -- | -- | --- | - |
| Zambia (ZAM)      | 3 | 2  | 1 | 0 | 10 | 2  | +8  | 5 |
| Olaszország (ITA) | 3 | 2  | 0 | 1 | 7  | 6  | +1  | 4 |
| Irak (IRQ)        | 3 | 1  | 1 | 1 | 5  | 4  | +1  | 3 |
| Guatemala (GUA)   | 3 | 0  | 0 | 3 | 2  | 12 | –10 | 0 |

| 1988. szeptember 17. 19:00 (UTC+9) |

| Zambia (ZAM)               | 2–2               | Irak (IRQ)                     |
| -------------------------- | ----------------- | ------------------------------ |
| Nyirenda 44' K. Bwalya 66' | (1–1) Jegyzőkönyv | Radhi 36' (11-esből) Alahi 71' |

| Hanbat Stadium, Daejeon Nézőszám: 29 600 Játékvezető: Jesús Díaz (kolumbiai) |

| 1988. szeptember 19. 17:00 (UTC+9) |

| Zambia (ZAM)                        | 4–0               | Olaszország (ITA) |
| ----------------------------------- | ----------------- | ----------------- |
| K. Bwalya 40' 55' 90' J. Bwalya 63' | (1–0) Jegyzőkönyv |                   |

| Gwangju Stadium, Gwangju Nézőszám: 9800 Játékvezető: Keith Hackett (angol) |

| 1988. szeptember 21. 17:00 (UTC+9) |

| Zambia (ZAM)                      | 4–0               | Guatemala (GUA) |
| --------------------------------- | ----------------- | --------------- |
| Makinka 53' 85' K. Bwalya 79' 82' | (0–0) Jegyzőkönyv |                 |

| Gwangju Stadium, Kvangdzsu Nézőszám: 9000 Játékvezető: Dzsászim Mandí (bahreini) |

Negyeddöntő
| 1988. szeptember 25. 17:00 (UTC+9) |

| Zambia (ZAM) | 0–4               | NSZK (FRG)                                  |
| ------------ | ----------------- | ------------------------------------------- |
|              | (0–3) Jegyzőkönyv | Funkel 18' (11-esből) Klinsmann 34' 43' 89' |

| Gwangju Stadium, Gwangju Nézőszám: 8000 Játékvezető: Jesús Díaz (kolumbiai) |

| Csapat       | Helyezés |
| ------------ | -------- |
| Zambia (ZAM) | 5.       |

## Ökölvívás
| Versenyző        | Versenyszám  | Selejtező                      | 32-es főtábla                              | Nyolcaddöntő                  | Negyeddöntő                       | Elődöntő          | Döntő             | Helyezés |
| Versenyző        | Versenyszám  | Ellenfél Eredmény              | Ellenfél Eredmény                          | Ellenfél Eredmény             | Ellenfél Eredmény                 | Ellenfél Eredmény | Ellenfél Eredmény | Helyezés |
| ---------------- | ------------ | ------------------------------ | ------------------------------------------ | ----------------------------- | --------------------------------- | ----------------- | ----------------- | -------- |
| Tom Chisenga     | Papírsúly    | erőnyerő                       | Liu Hszin-hung (Liu Hsin-Hung) (TPE) · 4:1 | Mahjoub M'jirih (MAR) · 0:5   | kiesett                           | kiesett           | kiesett           | 9.       |
| Joseph Chongo    | Légsúly      | erőnyerő                       | Manoj Pingale (IND) · 0:5                  | kiesett                       | kiesett                           | kiesett           | kiesett           | 17.      |
| Justin Chikwanda | Harmatsúly   | Thomas Stephens (LBR) · RSC    | Moumouni Siuley (NIG) · RSC                | Macusima Kacujuki (JPN) · 2:3 | kiesett                           | kiesett           | kiesett           | 9.       |
| Patrick Mwamba   | Pehelysúly   | Esteban Flores (PUR) · 1:4     | kiesett                                    | kiesett                       | kiesett                           | kiesett           | kiesett           | 33.      |
| Lameck Mbao      | Könnyűsúly   | Azzedine Saïd (ALG) · KO       | kiesett                                    | kiesett                       | kiesett                           | kiesett           | kiesett           | 33.      |
| Anthony Mwamba   | Kisváltósúly | Miura Kunihiro (JPN) · 5:0     | Anoumou Aguiar (TOG) · RSC                 | Lyton Mphande (MAW) · KO      | Vjacsaszlav Janovszki (URS) · 0:5 | kiesett           | kiesett           | 5.       |
| Dimus Chisala    | Váltósúly    | Wanderley Oliveira (BRA) · RSC | Vlagyimir Jerescsenko (URS) · RSC          | Joni Nyman (FIN) · 0:5        | kiesett                           | kiesett           | kiesett           | 9.       |

RSC – a mérkőzésvezető megállította a mérkőzést